# Villa Diodati

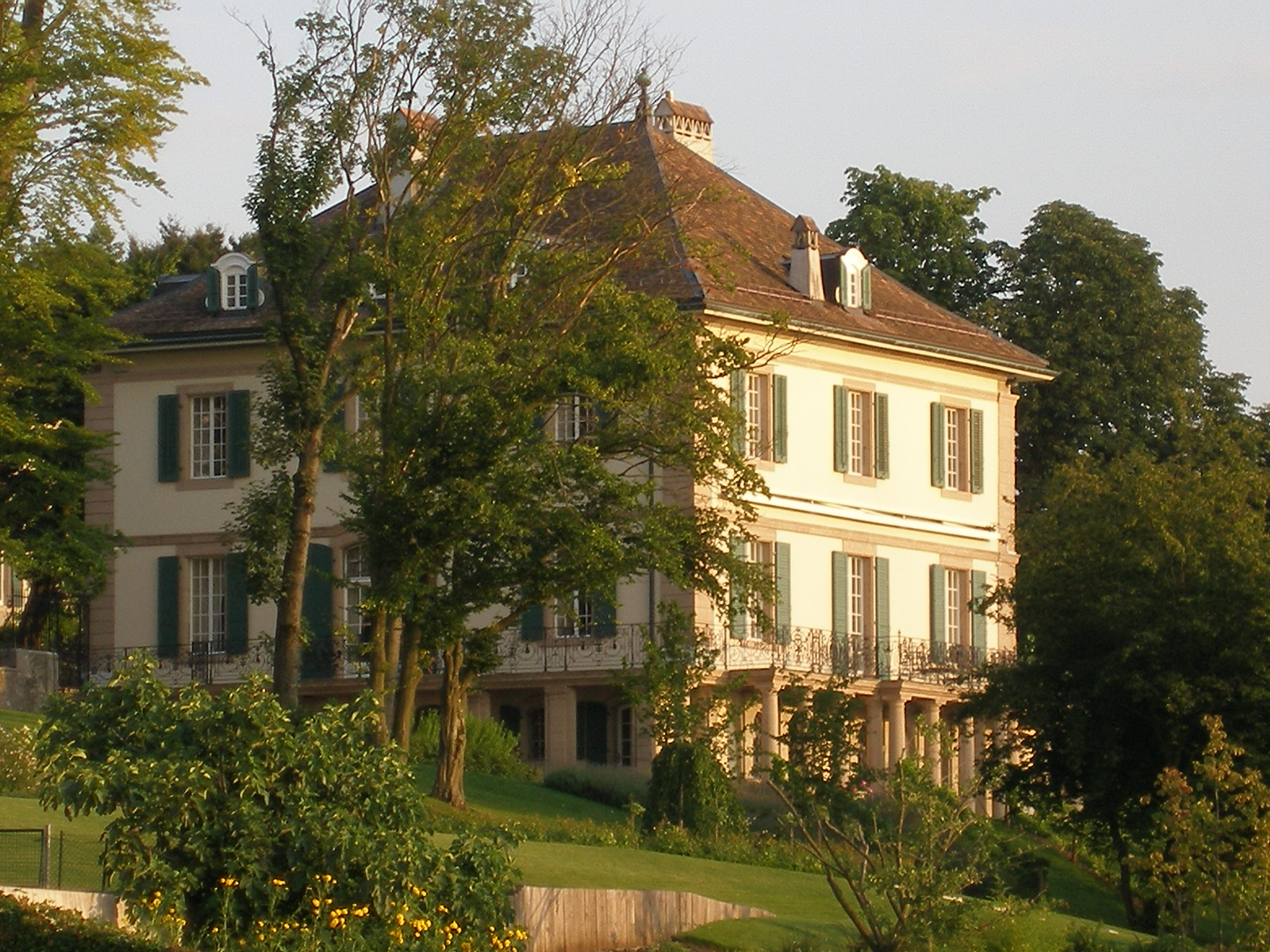
Villa Diodati

Die Villa Diodati ist ein Landgut in Cologny am Genfersee.

## Geschichte
Das Landgut war 1710 von Gabriel Diodati, einem Nachkommen Giovanni Diodatis erworben und mit einem Herrschaftssitz (Villa Belle Rive) versehen worden. Hier trafen 1816 Mary Godwin, der Romantiker und Marys späterer Ehemann Percy Bysshe Shelley, der englische Dichter Lord Byron (George Gordon Byron) mit seiner schwangeren Exgeliebten Claire Clairmont (Marys Stiefschwester) sowie der Arzt und Schriftsteller John Polidori zusammen. Die Villa war von Lord Byron gemietet worden, da er (irrtümlich) glaubte, dass John Milton 1638 dort die Familie des kurz zuvor verstorbenen Jugendfreundes Charles Diodati besucht hätte.
Sie gilt seither als wichtige Stätte der Literaturgeschichte.

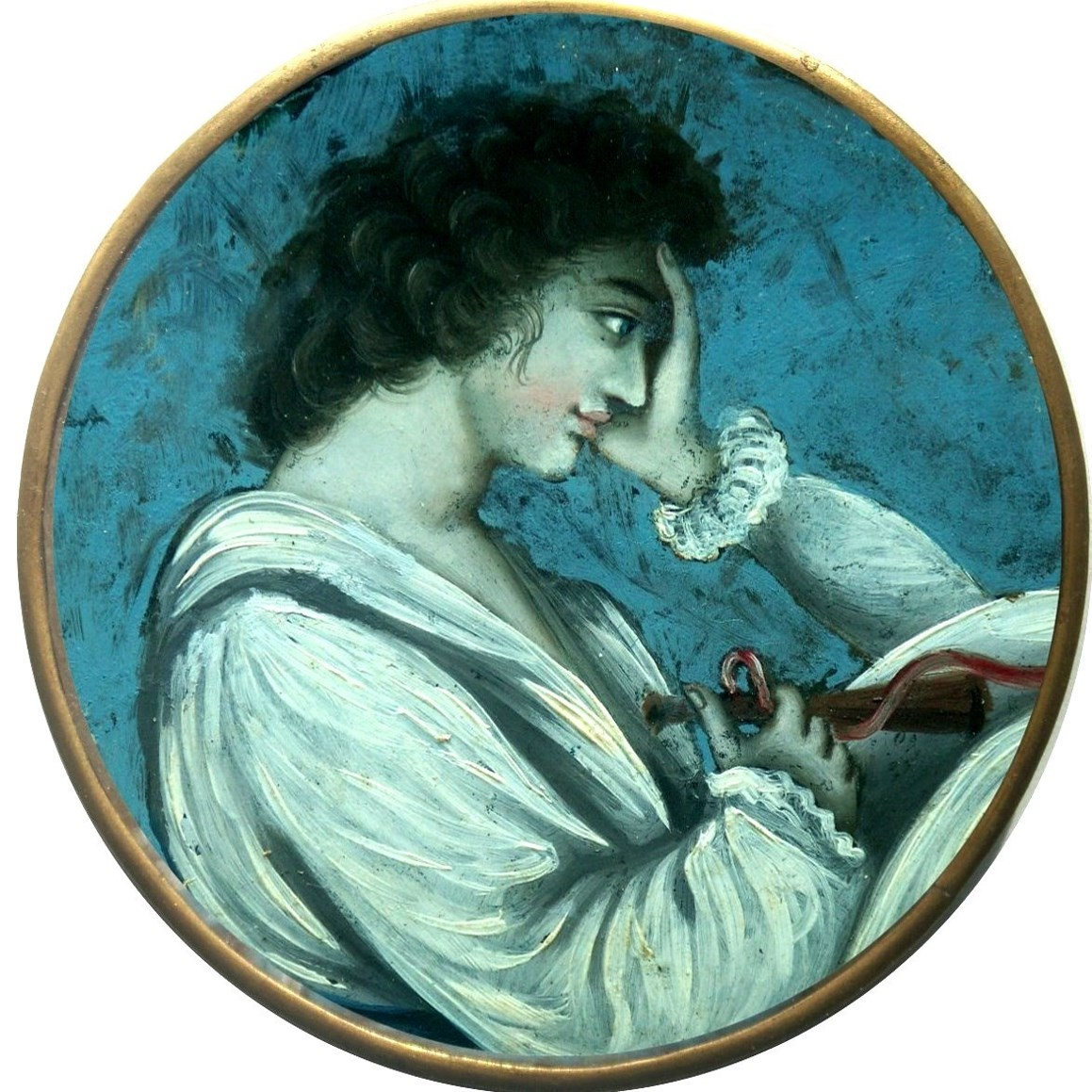
Lord Byron 1816 mit Wasserpfeife in der Villa Diodati 1816

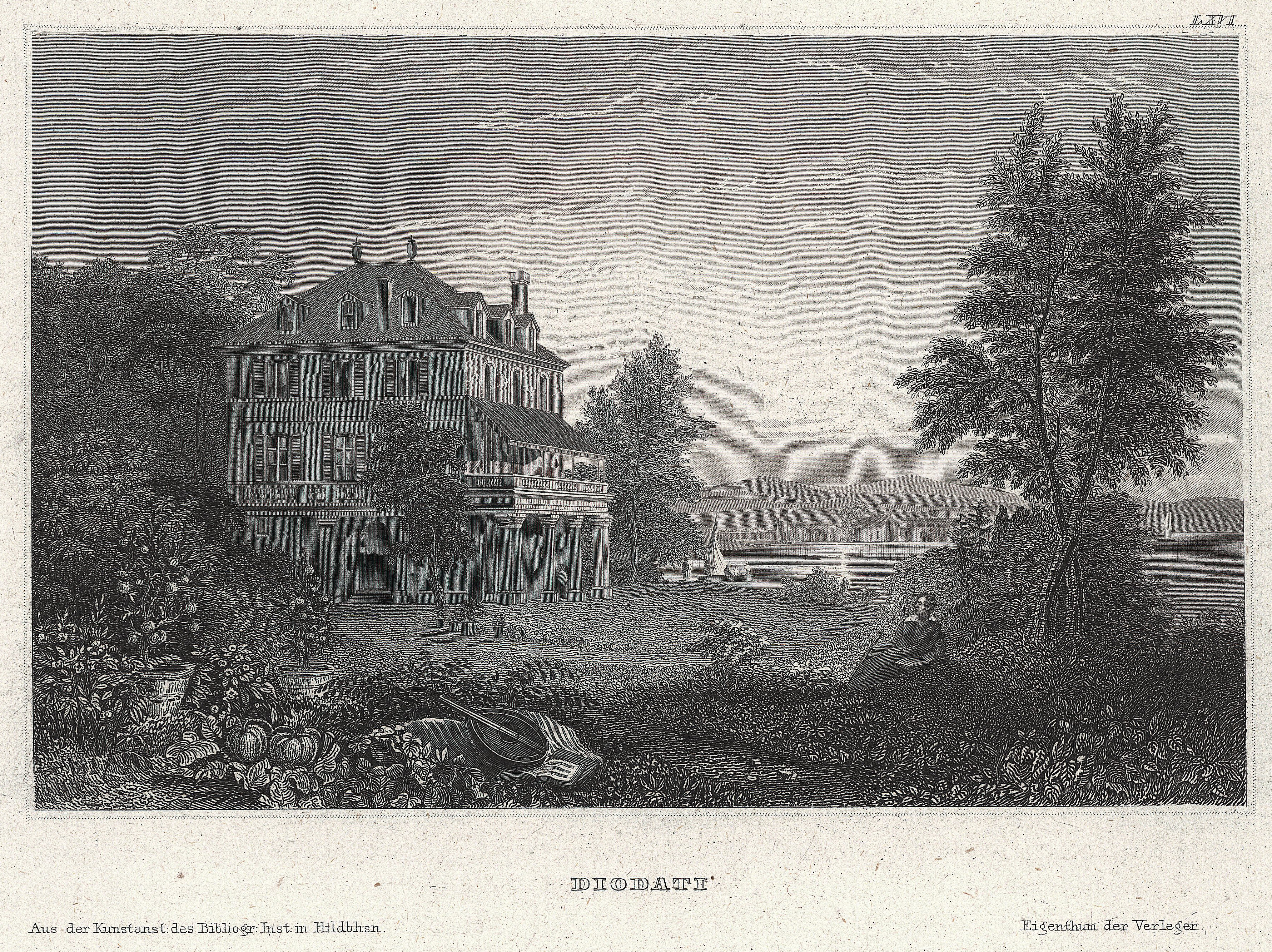
Ansicht der Villa Mitte der 1830er Jahre

1816 ging als Jahr ohne Sommer in die Geschichte ein, da aufgrund eines Ausbruchs des indonesischen Vulkans Tambora im Jahre 1815 das Klima weltweit gestört war. Aufgrund des extrem schlechten Wetters konnten die Freunde daher oft das Haus nicht verlassen.
Neben dem exzessiven Genuss von Laudanum widmeten sie ihre Zeit den Disputen politischer, philosophischer und spiritistischer Fragen. Okkulte Phänomene bildeten bald das Hauptthema ihrer nächtelangen Gespräche, darunter auch Erasmus Darwins Versuche, tote Materie zum Leben zu erwecken. Da die Runde gerne aus deutschen Gespenstermärchen vorlas, schlug Byron schliesslich vor, jeder solle sich selbst eine solche Geschichte ausdenken.
Aus Mary (Godwin) Shelleys Feder entsprang die Geschichte von Frankenstein (Frankenstein; or The Modern Prometheus mit einem Leitmotiv aus John Miltons Paradise Lost), während Percy Shelleys Geistergeschichte nicht niedergeschrieben wurde.
Lord Byron verfasste einen kurzen, achtseitigen Entwurf, den er im Juni 1819 unter dem Titel Fragment zusammen mit seinem erzählenden Gedicht Mazeppa veröffentlichte.
John Polidori nannte sein Werk Der Vampyr, es wurde erst später von ihm beendet. Er entnahm dabei Byrons Fragment wesentliche Anregungen, schuf aber eine eigenständige Erzählung, in der er den Titelhelden seiner Geschichte, Lord Ruthven, mit Byron-ähnlichen Zügen ausstattete.
Dieses Werk war schliesslich der Auslöser für das literarische Vampirfieber, welches auch Bram Stokers Dracula hervorbrachte.
Sowohl die Ereignisse in der Villa Diodati als auch Mary Shelleys Erzählung wurden 1973 von Brian Aldiss in seinem Roman „Der entfesselte Frankenstein“ (im Original „Frankenstein Unbound“) miteinander verwoben. Diese Erzählung diente 1990 Roger Corman als Anregung für den Film „Roger Cormans Frankenstein“.
Das Treffen wurde 1986 von Ken Russell als Gothic mit Gabriel Byrne, Julian Sands, Natasha Richardson und Timothy Spall verfilmt.
Von 1945 bis 1946 wohnte in der Villa Diodati die Familie des Malers Balthus.